# Papuogryllacris rammei
Papuogryllacris rammei är en insektsart som först beskrevs av Heinrich Hugo Karny 1928.  Papuogryllacris rammei ingår i släktet Papuogryllacris och familjen Gryllacrididae. Inga underarter finns listade i Catalogue of Life.